# Leptospermum whitei
Leptospermum whitei är en myrtenväxtart som beskrevs av Edwin Cheel. Leptospermum whitei ingår i släktet Leptospermum och familjen myrtenväxter. Inga underarter finns listade i Catalogue of Life.